# 新街口街道 (南京市)
新街口街道是中国江苏省南京市玄武区下辖的一个街道办事处。
新街口街道位于玄武区的西南部，西北到鼓楼广场，西以中山路为界毗邻鼓楼区华侨路街道和湖南路街道，西南到新街口广场，南面以中山东路为界毗邻秦淮区；东面以太平北路为界；北面以北京东路为界，4个边界正好是南京的1、2、3、4号地铁线。面积2平方公里，人口近12万。下辖6个社区居委会：北门桥社区、香铺营社区、长江路社区、大石桥社区、唱经楼社区、成贤街社区。